# Max Kaus

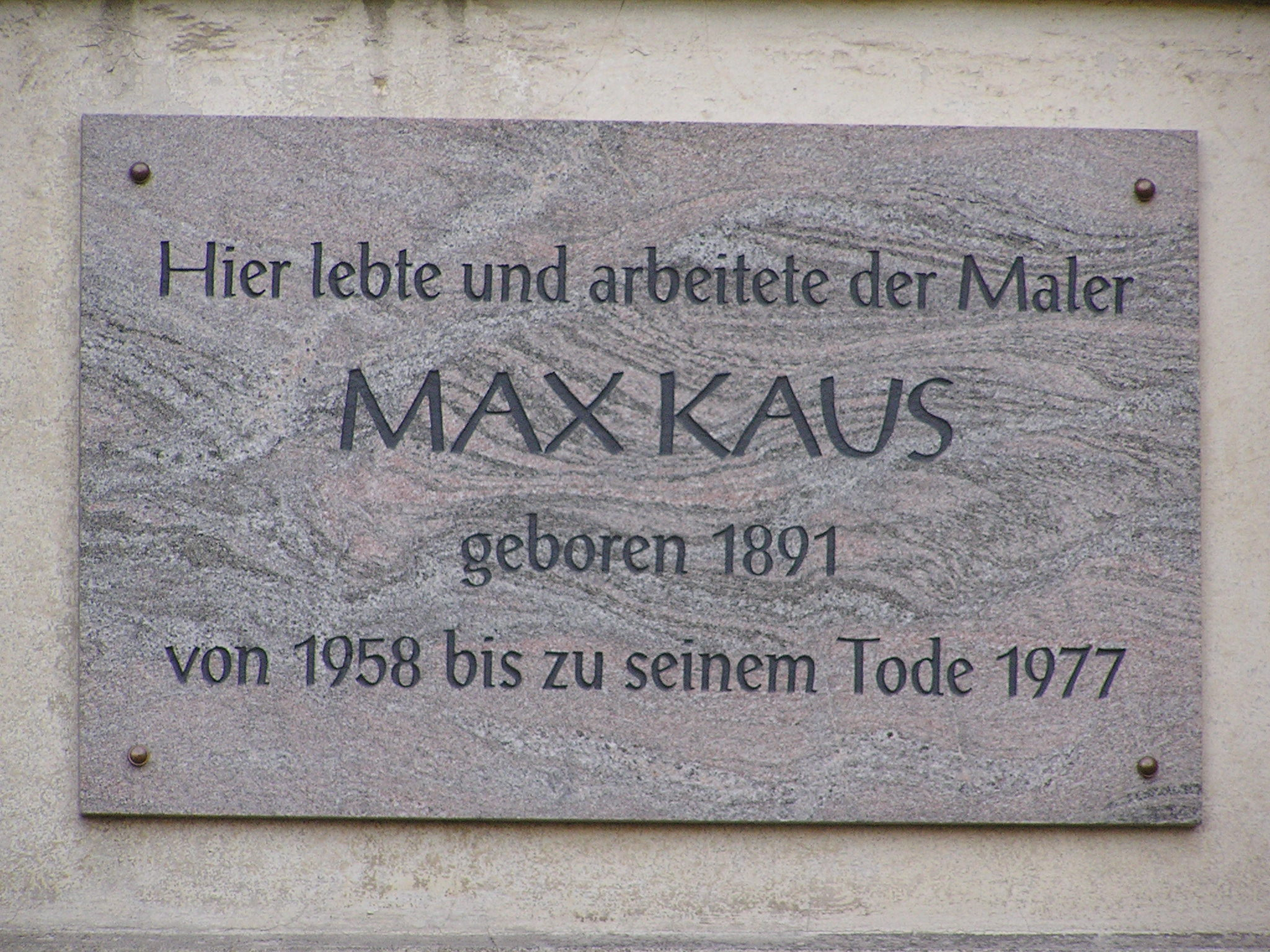
Gedenktafel an Kaus’ Wohnhaus Potsdamer Straße 44 in Berlin Lichterfelde-West

Max Josef Heinrich Kaus (* 11. März 1891 in Berlin; † 5. August 1977 ebenda) war ein deutscher Maler und Graphiker, Hochschullehrer und stellvertretender Direktor an der Hochschule für Bildende Künste (HfbK) Berlin (seit 1975 Universität der Künste Berlin Fakultät 1).

## Leben

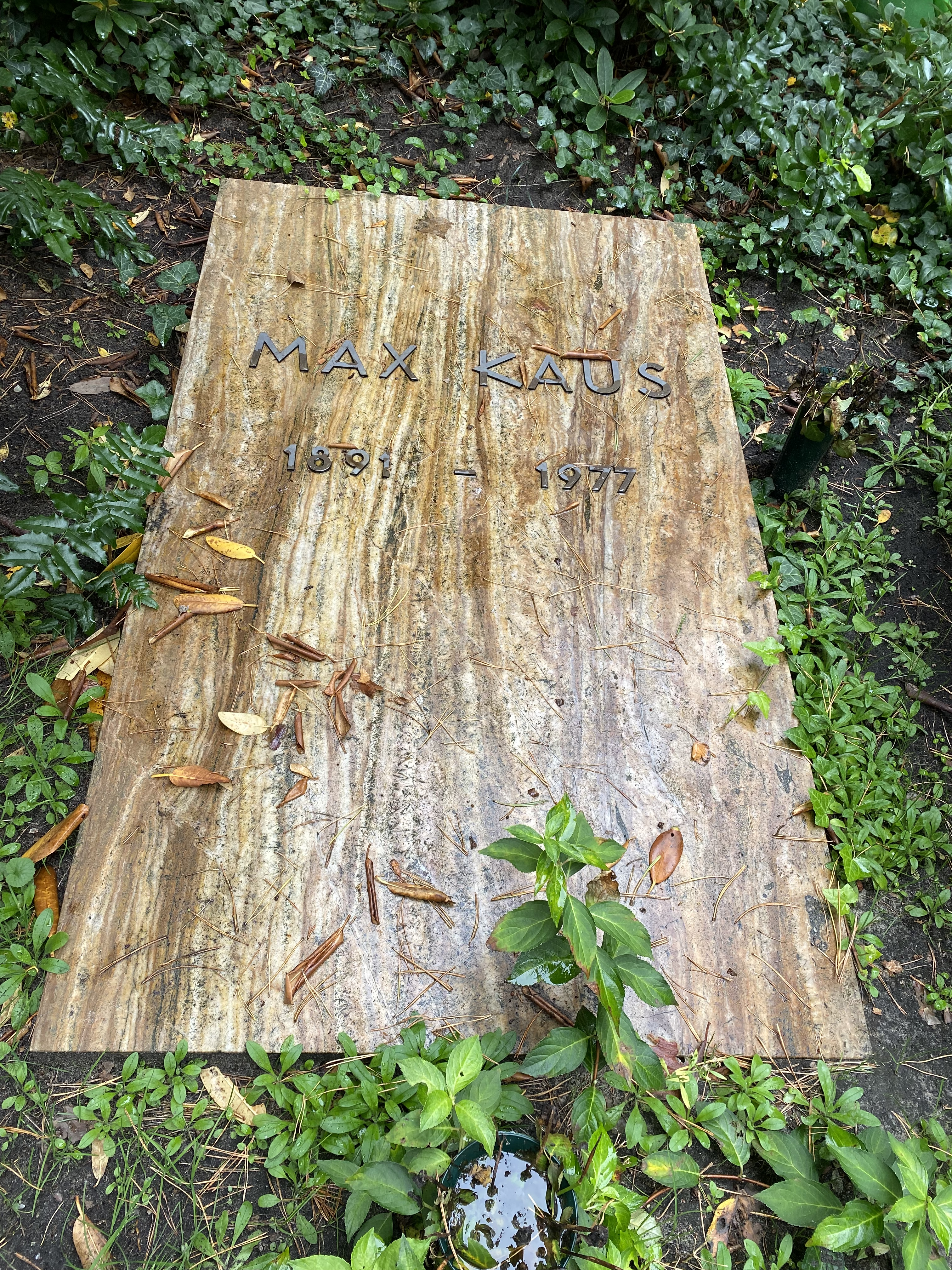
Grabstätte Max Kaus

Max Kaus kam in der Wohnung seiner katholischen Eltern, des Malergehilfen Johannes Josef Kaus und Wilhelmine Marie Elisabeth Elmire Kaus geb. Möhle in der Dreysestraße 21 in Berlin-Moabit zur Welt. Kaus studierte von 1908 bis 1913 an der Unterrichtsanstalt des Kunstgewerbemuseums Berlin (UAKGM) und in den Jahren 1913 und 1914 an der Akademie der Künste Berlin (AdK), als Maler bei Erich Heckel und als Grafiker bei Ernst Ludwig Kirchner. Seit 1926 war er Lehrer an der Kunstgewerbe- und Handwerkerschule Berlin-Charlottenburg, von 1937 bis 1939 Lehrer an den Vereinigten Staatsschulen (VS). 1937 wurde im Rahmen der deutschlandweiten konzertierten Aktion „Entartete Kunst“ eine bedeutende Anzahl seiner Werke aus deutschen Museen und öffentlichen Sammlungen beschlagnahmt. Kaus konnte aber weiter Mitglied der Reichskammer der bildenden Künste bleiben. Für die Zeit des Nationalsozialismus ist seine Teilnahme an 32 Ausstellungen sicher belegt. In den 1940er Jahren wohnte Kaus in der Mommsenstraße 40 in Berlin-Charlottenburg. Nach dem Ende des Krieges, am 15. Juli 1945, erfolgte seine Berufung an die Hochschule für Bildende Künste Berlin (HfbK) zum Hochschullehrer und stellvertretenden Direktor unter Karl Hofer. Im Jahr 1959 wurde Kaus emeritiert.
Kaus war Mitglied des Reichsverbands Bildender Künstler Deutschlands und ab 1928 des Deutschen Künstlerbundes und blieb es bis zur Zwangsauflösung 1936, an dessen letzter Jahresausstellung im Hamburger Kunstverein er mit dem Porträt Frau im Spiegel (Tempera auf Leinwand, 100 × 80 cm) teilnahm. Zwischen 1951 und 1971 war er Vorstandsmitglied des wiedergegründeten Deutschen Künstlerbundes, von 1956 bis 1963 dessen stellvertretender Vorsitzender.
Kaus starb in seiner Wohnung Potsdamer Straße 44 in Berlin-Lichterfelde und wurde auf dem Waldfriedhof Dahlem beigesetzt. Die Grabstätte befindet sich in Abteilung 26-228.

## Öffentliche Sammlungen und Museen, aus denen 1937 nachweislich Werke Kaus’beschlagnahmt wurden.
- Berlin: Nationalgalerie (Kronprinzen-Palais)
- Berlin: Stadtbesitz
- Braunschweig: Herzog Anton Ulrich-Museum
- Chemnitz: Städtische Kunstsammlung Chemnitz
- Duisburg: Städtische Kunstsammlung
- Erfurt: Museum für Kunst und Heimatgeschichte
- Frankfurt/M.: Städelsches Kunstinstitut und Städtische Galerie
- Göttingen: Kunstsammlungen der Universität
- Hamburg: Kunsthalle
- Hannover: Provinzial-Museum
- Köln: Wallraf-Richartz-Museum
- Königsberg: Kunstsammlungen der Stadt
- Lübeck: Museum Behnhaus
- Magdeburg: Kaiser-Friedrich-Museum
- Mannheim: Städtische Kunsthalle
- München: Bayerische Staatsgemäldesammlungen
- Saarbrücken: Staatliches Museum
- Stettin: Museum für Kunst und Kunstgewerbe

## Buchillustrationen (Auswahl)

Lithografie von Kaus zu Die Sage von Sankt Julian dem Gastfreien

- Lithografie von Kaus zu Die Sage von Sankt Julian dem GastfreienGustave Flaubert: Die Sage von Sankt Florian dem Gastfreien. Gustav Kiepenheuer Verlag, Weimar 1918 (1. Band der „Graphische Bücher“ mit Original-Lithographien. Ein Exemplar des Buches wurde 1937 in der Aktion „Entartete Kunst“ aus der Städtischen Kunstsammlung Chemnitz beschlagnahmt und vernichtet)[10]

## Ausstellungen
- 1929: Große Kunstausstellung, Kunstverein Kassel
- 1945/1946: Berlin, vom Kulturbund zur Demokratischen Erneuerung Deutschlands veranstalteten Ausstellung Bildender Künstler[11]

- 1973: Hamburg, Altonaer Museum

- 1974: Berlin, Brücke-Museum

- 1991: Nürnberg, Germanisches Nationalmuseum

- 1991: Berlin, Staatliche Kunsthalle

- 1991: Darmstadt, Kunsthalle

- 2001: Dortmund, Galerie Utermann
- 2024: Bremen, Galerie Ohnesorge

## Nachlass
Der schriftliche Nachlass liegt seit 1987 im Deutschen Kunstarchiv (ehemals Archiv für Bildende Kunst) im Germanischen Nationalmuseum Nürnberg.

## Ehrungen
- 1928: Günter-Wagner-Preis des Kunstvereins Hannover[2]
- 1963: Berliner Kunstpreis